# 11315 Salpêtrière
11315 Salpêtrière là một tiểu hành tinh vành đai chính với chu kỳ quỹ đạo là 1320.2052127 ngày (3.61 năm).
Nó được phát hiện ngày 8 tháng 7 năm 1994.